# 122 mm armata polowa D-74
122 mm armata polowa D-74 – radziecka holowana armata polowa.
Do strzelania stosowane są naboje z pociskiem odłamkowo-burzącym posiadające masę 27,3 kg i przeciwpancerno-smugowym o masie 25 kg.